# Торела деј Ломбарди
Торела деј Ломбарди (итал. Torella dei Lombardi) је насеље у Италији у округу Авелино, региону Кампанија.
Према процени из 2011. у насељу је живело 852 становника. Насеље се налази на надморској висини од 700 м.

## Становништво
Према резултатима пописа становништва 2011. у општини је живело 2.225 становника.
| 1931. | 1936. | 1951. | 1961. | 1971. | 1981. | 1991. | 2001. | 2011. |
| ----- | ----- | ----- | ----- | ----- | ----- | ----- | ----- | ----- |
| 3.140 | 3.475 | 3.920 | 3.575 | 3.123 | 3.036 | 3.029 | 2.202 | 2.225 |

## Партнерски градови
- Montopoli